# Hymenaea martiana
Espèce
Hymenaea martiana est une espèce de plantes à fleurs de la famille des Fabaceae (légumineuses). C'est un arbre présent au Brésil (Alagoas, Bahia, Ceará, Goiás, Mato Grosso, Minas Gerais, Pernambouc) et au Paraguay.

## Composés chimiques
L'écorce de cette espèce contient trois rhamnosides, l'eucryphine, l'astilbine et l'engeletine (en).